# Ruang rak noi nid mahasan
Ruang rak noi nid mahasan é um filme de drama de 2003 dirigido e escrito por Pen-Ek Ratanaruang. Foi selecionado como representante da Tailândia à edição do Oscar 2004, organizada pela Academia de Artes e Ciências Cinematográficas.

## Elenco
- Tadanobu Asano - Kenji
- Sinitta Boonyasak - Noi
- Laila Boonyasak - Nid
- Yutaka Matsushige - Yukio
- Riki Takeuchi - Takashi
- Thiti Rhumorn - Jon